# Beltrán (nombre)
Beltrán es un nombre propio masculino de origen germano en su variante en español. Compuesto de los elementos berht (brillante, ilustre) y hraan (cuervo). En español es también apellido. Pero depende de las culturas y perspectivas.

## Santoral
16 de octubre: San Beltrán, mártir, obispo de Cominges (†696).